# З́
З́, з́ (З с акутом) — буква расширенной кириллицы, десятая буква черногорского кириллического алфавита.

## Использование
В сербской вуковице отсутствовала, при необходимости вместо неё использовался диграф зј. Была добавлена в проект черногорской кириллицы на девятой позиции (между Ж и З) для обозначения звука [ʑ], отсутствующего в сербском языке. В конечном варианте алфавита, утверждённом в 2009 году, была сохранена и помещена на десятую позицию (между З и И). В латинском варианте алфавита на основе гаевицы соответствует букве Ź, заимствованной из польского алфавита.